# Adventure Comics
Adventure Comics (dt. „Abenteuercomics“) war der Titel eines Comicmagazins, das zwischen 1935 und 1983 und von 2009 bis 2011 bei dem US-amerikanischen Comicverlag DC Comics erschien.

## Geschichte
Die erste Ausgabe von Adventure Comics wurde im Dezember 1935 unter dem Titel New Comics veröffentlicht. Dieser Titel wurde bis einschließlich Ausgabe #6 beibehalten, danach – mit Ausgabe #7 – wurde er in New Adventure Comics geändert. Mit Ausgabe #32 erhielt die Reihe schließlich ihren endgültigen Namen Adventure Comics. Diesen behielt sie bis zu ihrer Einstellung mit Ausgabe #503 im Jahr 1983 bei.
Nach den ebenfalls bei DC erschienenen Reihen Detective Comics, Action Comics, Superman und Batman war Adventure Comics dasjenige Comicmagazin mit der (bislang) fünftlängsten Erscheinungsdauer.
2009 bis Ende 2011 gab es beim Verlag noch einmal ein Revival mit 27 Ausgaben.

## Inhalt
Ursprünglich als ein Magazin mit überwiegend humorvollen Inhalten konzipiert, entwickelte sich Adventure Comics allmählich zu einer sich vor allem auf spannende Abenteuererzählungen und phantastische Wunschträume fokussierenden Reihe.
In den späten 1930ern, den 1940ern und 1950ern wurden vor allem Superhelden-Themen zum bestimmenden Inhalt des Heftes. So erlebten in den 1930er und 1940er Jahren die mystischen Helden Martian Manhunter, Starman und Sandman (ab Ausgabe #40) ihre Abenteuer in den Adventure Comics. In den 1940er Jahren folgten Green Arrow, Johnny Quick und Aquaman, die zuvor als Feature-Reihen in der Serie More Fun Comics enthalten gewesen waren und nun in die Adventure Comics hinüberwechselten. Die bekannteste und erfolgreichste in Adventure Comics veröffentlichte Serie war Superboy, welche von den Abenteuern eines jugendlichen Superman-Ablegers erzählte (ab Ausgabe #103). Das Superboy-Feature erwies sich dabei als derart dominant, dass ihm bis 1969 sämtliche Cover der Serie gewidmet wurden.
In den 1960er Jahren wurden die Legion der Superhelden und Supergirl zu populären Features der Serie. In Heft #247 (April 1958) hatte die Superheldengruppe ihren ersten Auftritt, geschaffen von Otto Binder (Autor) und Al Plastino (Zeichner).
1973 wurde das Konzept des Magazins gewandelt. Anstatt Superhelden-Abenteuer wurden nun in Serien wie The Spectre oder Black Orchid Geschichten über übernatürliche Geschehnisse geschildert. Hinzu kamen die Wiederverwertung von altem Material innerhalb derselben Reihe, sowie ausgefallene neue Konzepte wie Dial H for Hero. 1983 wurde das Magazin eingestellt.
Im Revival des Magazins (2009 bis 2011) gab es überwiegend Geschichten von Superboy und Legion of Super-Heroes.